# Clap Your Hands (песня Сии)
«Clap Your Hands» (с англ. — «Хлопай в ладоши») ― сингл австралийской певицы, Сии с её пятого студийного альбома We Are Born. Эта песня принесла Сии номинацию на премию APRA Music Awards в категории Песня года. Её поместили на 13-е место в ежегодном опросе Triple J Hottest 100 в Австралии.

## Музыкальное видео
Музыкальное видео на песню было снято режиссёром Клэр Карре и включало в себя болливудские танцы. Однако, недовольная результатом, Сиа вновь обратилась к Крису Мойесу, который ранее снимал другие её клипы. В конечном клипе Сиа изображает кукольных персонажей. В результате Крис Мойес получил премию ARIA Awards в категории Лучшее видео.

## Продвижение
Песня была одной из доступных для предварительного просмотра на официальном канале Сии на YouTube в течение нескольких недель, предшествовавших выходу альбома.

## Чарты
| Чарт (2010)                                | Высшая позиция |
| ------------------------------------------ | -------------- |
| Австралия (ARIA)                           | 17             |
| Australian Artist (ARIA)                   | 2              |
| Бельгия/Фландрия (Ultratip Bubbling Under) | 8              |
| Бельгия/Валлония (Ultratop 50)             | 12             |
| Нидерланды (Dutch Top 40)                  | 5              |
| Нидерланды (Single Top 100)                | 10             |
| Швейцария (Schweizer Hitparade)            | 27             |
| US Hot Dance Club Songs (Billboard)        | 28             |
| US Dance/Mix Show Airplay (Billboard)      | 23             |

| Чарт (2010)                      | Позиция |
| -------------------------------- | ------- |
| Australian Artist Singles (ARIA) | 25      |
| Belgium (Ultratop 50 Wallonia)   | 63      |
| Netherlands (Dutch Top 40)       | 26      |
| Netherlands (Single Top 100)     | 47      |